# ROPPONGI VICE
ROPPONGI VICE（ロッポンギ・ヴァイス）は、ロッキー・ロメロとバレッタのプロレスラーのタッグチーム。
六本木をフィーチャーしたタッグ名でもあり、略称として「RPG VICE」が使われている。
2024年10月26日から、ロメロ&YOHのタッグチームとして再始動。

## 概要

### 結成経緯 - デビュー戦
タッグチーム結成以前、ロメロはアレックス・コズロフとのタッグチームであるフォーエバー・フーリガンズとして活動していた。しかし、コズロフが内臓疾患の薬の副作用から来る体調不良が長引いていたことから1月10日、コズロフは自身のTwitterで引退を発表した。1月25日、AWS（オルタネイティブ・レスリング・ショー）とWCA（レスリング・ケアーズ・アソシエーション）の合同興行に参戦したのを最後にフーリガンズとしての活動を停止した。
その後、ロメロはバレッタに白羽の矢を立てると、3月1日に開催されたROH創立13周年記念興行において新たなるタッグチーム「ROPPONGI VICE（ロッポンギ・ヴァイス）」を結成した。ROHのConquest Tourに参戦し3月13日に同タッグとして出場し、対戦相手のディケイド（B.J.ホイットマー&ジミー・ジェイコブス組）を下しデビュー戦を勝利で飾った。

## 略歴
2015年
- 3月1日、ROH13周年記念興行、Winner Takes Allにて「ROPPONGI VICE（ロッポンギ・ヴァイス）」を結成。
- 3月13日、ROH Conquest Tourにて、ディケイド（B.J.ホイットマー&ジミー・ジェイコブス組）と対戦。タッグデビュー戦で勝利を収めた。
- 4月5日、新日本プロレス INVASION ATTACK 2015にて、ヤング・バックス（マット・ジャクソン&ニック・ジャクソン組）が保持するIWGPジュニアタッグ王座に挑戦。バレッタがマットからピンフォール勝ちを収め、同王座の第41代王者組となった。
- 5月3日、リマッチ権を行使したヤングバックスとReDragon（ボビー・フィッシュ&カイル・オライリー）の3wayマッチで初防衛戦を行うもバレッタがヤングバックスからフォールを奪われ王座から陥落。翌7月5日に同じ面子でリマッチを行うも奪還に失敗した。

2016年
- 4月10日、IWGPジュニアタッグ選手権試合としてリコシェ&マット・サイダル組と対戦、ストロング・ゼロでリコシェをマットに沈め第46代王者組となった。
- 11月5日、石森太二&ACH組をストロング・ゼロで下し、SUPER Jr. TAG TOURNAMENTを制覇。

2017年
- 1月4日、IWGPジュニアタッグ選手権試合でヤング・バックスと対戦、ロメロがマットから十字架固めで3カウントを奪取し第49代王者組となった。
- 2月5日、TAKAみちのく&タイチ組を下し、ロッポンギ・ヴァイスとして初めて王座防衛に成功。
- 3月6日、金丸義信&タイチ組に敗れ、王座から陥落。
- 4月27日、金丸＆タイチ組とのリマッチに勝利し王座奪還、第51代王者組となる。
- 6月11日、ヤング・バックスに敗れ王座陥落。
- 7月2日、ヤング・バックスとのリマッチに挑むも敗戦。試合後、マイクを握ったロメロはバレッタのヘビー級転向及びロッポンギ・ヴァイスのタッグ解散を発表した。

2021年
- 5月25日、配信のAEWの『AEW Elevation』にロメロが初出場しJDドレイクと対戦した。試合後The Wingmenに襲撃されている中、バレッタらが救出しROPPONGI VICEのテーマ曲が流れる中2人は熱く抱擁した。

2024年
- 10月26日からの「SUPER Jr. TAG LEAGUE 2024」にロメロ&のYOHのタッグチームが「Roppongi Vice」としてエントリー[2]。

## 合体技
ストロング・ゼロ
バレッタのデュードバスター（アックス・ギロチン・ドライバー）とロメロのミサイルキックを同時に食らわせるフィニッシュ・ホールド。
ダブルジャンピングニーキック
相手が走り込んできた所を迎え撃つ形で行う。体格差がある為、ロメロがバレッタに合わせる形で大きくジャンプする必要がある。

## タイトル歴
新日本プロレス
- IWGPジュニアタッグ王座 : 4回（第41代、46、49、51代）
- SUPER Jr. TAG TOURNAMENT 優勝（2016年）